# Jānis Matulis
Jānis Matulis (Kaloega, 21 februari 1911 – Riga, 19 augustus 1985) was een Lets theoloog en aartsbisschop van de Letse Evangelisch-Lutherse Kerk van 1969 tot 1985.
Jānis Matulis bezocht de kweekschool (onderwijzersopleiding) te Riga en werkte van 1932 tot 1936 op diverse scholen. In dezelfde periode studeerde hij rechten en natuurwetenschappen aan de Universiteit van Letland. Nadien studeerde hij theologie aan de Faculteit der Godgeleerdheid van de universiteit. In 1943 promoveerde hij cum laude Zijn proefschrift handelde over de Knecht des Heren (Ebed Jahwèh). 
Op 9 juni 1943 werd Matulis tot priester gewijd en was vervolgens tot 1944 als pastor verbonden aan de Kerk van de H. Johannes te Riga. In 1944 werd hij tot pastor beroepen door de evangelisch-lutherse gemeente te Kandava. Van 1946 tot 1966 was hij pastor van de gemeente te Talsi. 
Jānis Matulis werd op 22 februari 1969 tijdens een buitengewone synode van de Letse Evangelisch-Lutherse Kerk gekozen tot aartsbisschop, nadat Pēteris Kleperis, die in 1968 tot aartsbisschop was gekozen als opvolger van Gustavs Tūrs, nog voor zijn consecratie was overleden. Matulis werd op 14 september 1969 door een Zweedse bisschop geconsacreerd.
Matulis was een man van dialoog en een oecumenicus. Hij stond op redelijk goede voet met de regering van de Letse SSR. Hij was betrokken bij de werkzaamheden van de Lutherse Wereldfederatie en een voorstander van de wijding van vrouwelijke priesters. In 1975 werd het voorgangersambt opengesteld voor vrouwen, een beslissing die in 1993 werd teruggedraaid. 
In 1973 verkreeg Matulis een eredoctoraat aan de Universiteit van Boedapest en in 1980 aan de Universiteit Erlangen-Nürnberg.
Jānis Matulis overleed op 19 augustus 1985 in Riga. 
- Gemeinsame Normdatei: 1012829006
- International Standard Name Identifier: 0000 0001 2075 7615
- Nationale Bibliotheek van Letland: 000173758
- Virtual International Authority File: 171802606
- WorldCat: E39PBJxWXBtrrPYc4C73JW94bd